# Opstandingskathedraal (Staraja Roessa)
De Kathedraal van de Opstanding (Russisch: Воскресенский собор, Voskresenskij sobor) is een Russisch orthodoxe kathedraal in de oude Russische stad Staraja Roessa.

## Geschiedenis
De kathedraal werd gebouwd in de jaren 1692-1696 op een schilderachtige plek aan de rivier de Polist. Op de bouwplaats stond eerder een kerk gewijd aan Johannes de Doper die verwoest werd in de Tijd der Troebelen. De oude vervallen toren werd in de jaren 1797-1801 vervangen door een nieuwe toren van drie verdiepingen hoog. Ambachtslieden uit Toela vervaardigden de acht klokken die in 1811 in de toren werden gehangen. De kathedraal kreeg haar huidige aanzien in de jaren 1828-1833 toen het gebouw werd vergroot en herbouwd in Russisch-byzantijnse stijl. Enkele jaren later werd de toren met nog een verdieping verhoogd. De laatste ingrijpende renovatie voor de Oktoberrevolutie vond plaats in het begin van de 20e eeuw toen de fundamenten versterkt werden wegens verzakking en scheuren.

## Sovjetperiode
Onder het bolsjewistisch regime trad, net als voor de gehele Russisch-orthodoxe Kerk, een moeilijke periode aan voor de kathedraal. In 1935 werd de kathedraal gesloten. Vanaf 1937 werd in het gebouw een museum gehuisvest. Tijdens de Tweede Wereldoorlog deed de kerk dienst als ziekenhuis. Aan het einde van de Tweede Wereldoorlog werd de kathedraal tijdens de bevrijding van de stad zwaar beschadigd. Na de oorlog kreeg de kathedraal een bestemming als bioscoop en pakhuis en vanaf 1985 werd het Museum van het Noordwestelijk Front in de kathedraal gehuisvest.

## Heropening
Op 1 oktober 1993 werd de kathedraal heropend voor de eredienst. In hetzelfde jaar kreeg de kerk weer acht klokken, afkomstig uit een klokkengieterij uit de Oeral. Na de teruggave van het gebouw aan de Russisch-orthodoxe Kerk werd de kathedraal grondig gerestaureerd. Voor het eerst kreeg de kerk daarbij een rode kleurstelling.